# Zygosaccharomyces bailii
Zygosaccharomyces bailii (Lindner) Guillierm., 1912 è una specie di ascomicete della famiglia Saccharomycetaceae. Questo fungo è utilizzato nel campo alimentare, soprattutto in enologia. È stato descritto per la prima volta da Lindner nel 1895 con il nome Saccharomyces bailii e poi è stato riclassificato nel 1983 sotto il nome di Zygosaccharomyces bailii da Barnett et al.
Tale lievito è osmofilo, cioè molto resistente alla pressione osmotica e di conseguenza tollera alte concentrazioni zuccherine.
Inoltre esso è resistente all'anidride solforosa e all'alta gradazione alcolica (concentrazione in alcool etilico).
È uno dei pochi lieviti che sopravvivono in assenza di ossigeno.
È responsabile del deterioramento della mostarda.